# Dour (Douvres)

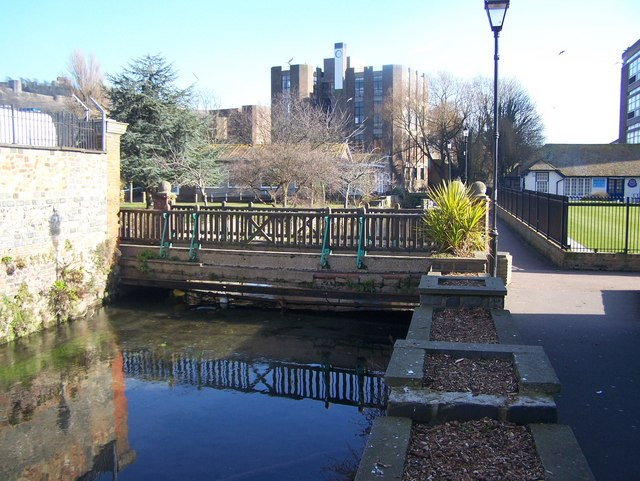
Une passerelle sur la Dour à Douvres.

La Dour est un petit fleuve du sud de l'Angleterre. Long de 4 kilomètres, il prend sa source près de Temple Ewell et se jette dans la Manche à la hauteur de Douvres.
Son nom provient du radical celtique Dubra, signifiant eau. La Dour est désormais canalisée.